# Bonkeng (peuple)
Pour les articles homonymes, voir Bonkeng.
Les Bonkeng sont une population du Cameroun présente dans la région du Littoral, notamment au nord du département du Moungo et au département du Nkam. Au département du Moungo, on les retrouve dans l'arrondissement de Njombé-Penja au village Bonandam et dans l'arrondissement de Loum aux villages Bonambome, Bonaoh, Bonaolo, Bonalebe et Bonandam2. Dans le département du Nkam, on les retrouve au centre de la ville de Yabassi où ils forment les villages Banya1, Banya2 et Mala-mayindo. Un autre regroupement des Bonkeng peu connu se trouve à cheval entre la rive droite du fleuve Wouri et le département du Nkam formant la presqu'île du village Boneko. Tous ces Bonkeng font partie des peuples Sawa.
Sur le plan coutumier, il n'existe pas de chefferie traditionnelle administrant toute cette grande communauté. Toutefois, la communauté des Bonkeng du département du Moungo est administrée par la chefferie traditionnelle de 1er degré du canton BonkengPenja située à Njombé au village Bonandam. Les autres communautés des Bonkeng des départements du Nkam et du Wouri sont administrés par des chefs de 3e degré placés à la tête de chaque village.

## Langue
Leur langue est le bonkeng, une langue bantoïde méridionale, dont le nombre de locuteurs a été estimé à 3 000 en 2000.